# 花桥镇 (芜湖市)
花桥镇，是中华人民共和国安徽省芜湖市湾沚区下辖的一个乡镇级行政单位。

## 行政区划
花桥镇下辖以下地区：
横岗社区、城东村、黄池村、永兴村、庙音村、九十殿村、隆兴村、老观村、成村村、东门村、红光村、沿山村、花桥村、五四村和复兴村。